# Klinal variation
Klinal variation är en geografisk kontinuerlig övergång med en successiv ändring av något karaktäristiskt drag hos växter eller djur, som exempelvis storlek, färg, fysiologiska egenskaper eller beteende. Exempel på arter som uppvisar klinal variation är skata (Pica pica) och dess olika underarter, lunnefågel (Fratercula arctica) samt flera trutar i släktet Larus.